# Pulcheria
Elia Pulcheria (in latino Aelia Pulcheria; Costantinopoli, 19 gennaio 399 – Costantinopoli, luglio 453) fu imperatrice dell'impero romano d'Oriente dal 414, come reggente per il fratello minore, l'imperatore Teodosio II, e poi come moglie di Marciano, dopo la morte senza figli di Teodosio.
È venerata come santa dalla Chiesa cattolica e dalla Chiesa ortodossa.

## Biografia
Appartiene alla Dinastia Teodosiana. Figlia di Arcadio e di sua moglie Elia Eudossia, e nipote dell'Imperatore Teodosio I il Grande, Pulcheria era sorella maggiore di Teodosio II. Quando questi salì al trono nel 408 era solo un bambino: la reggenza venne presa dal potente prefetto del pretorio Flavio Antemio, ma nel 414 Pulcheria divenne imperatrice e assunse la reggenza. Fece voto di castità, per evitare di essere obbligata a sposare un generale germanico, tra i quali, come primo pretendente, vi era l'alano Ardaburio Aspare.
Dal 416 Teodosio II iniziò a regnare da solo, ma sempre sotto la forte influenza della sorella. Nello stesso anno Pulcheria fece rimuovere al fratello tutti i pagani impiegati nell'amministrazione civile; ella era cristiana devota, e sotto la sua influenza sia Teodosio II che sua moglie Elia Eudocia si convertirono al Cristianesimo. Nel 421 Teodosio II dichiarò guerra alla Persia con la motivazione che Pulcheria aveva suggerito: la persecuzione da parte dei Persiani nei confronti dei cristiani. Pulcheria non si oppose invece all'Arianesimo, la forma di Cristianesimo esercitata dalle tribù germaniche.

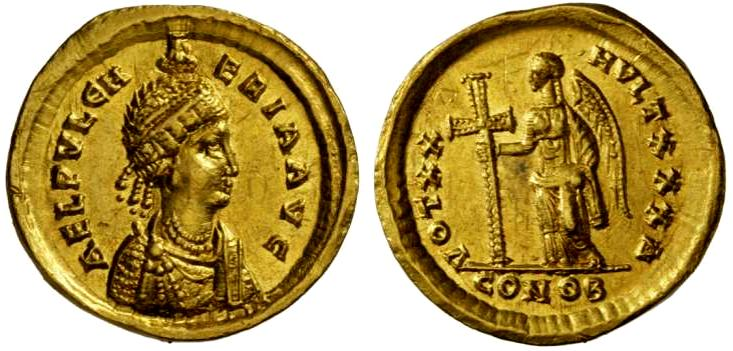
Solido in oro di Pulcheria che ne celebra il ventennale di regno

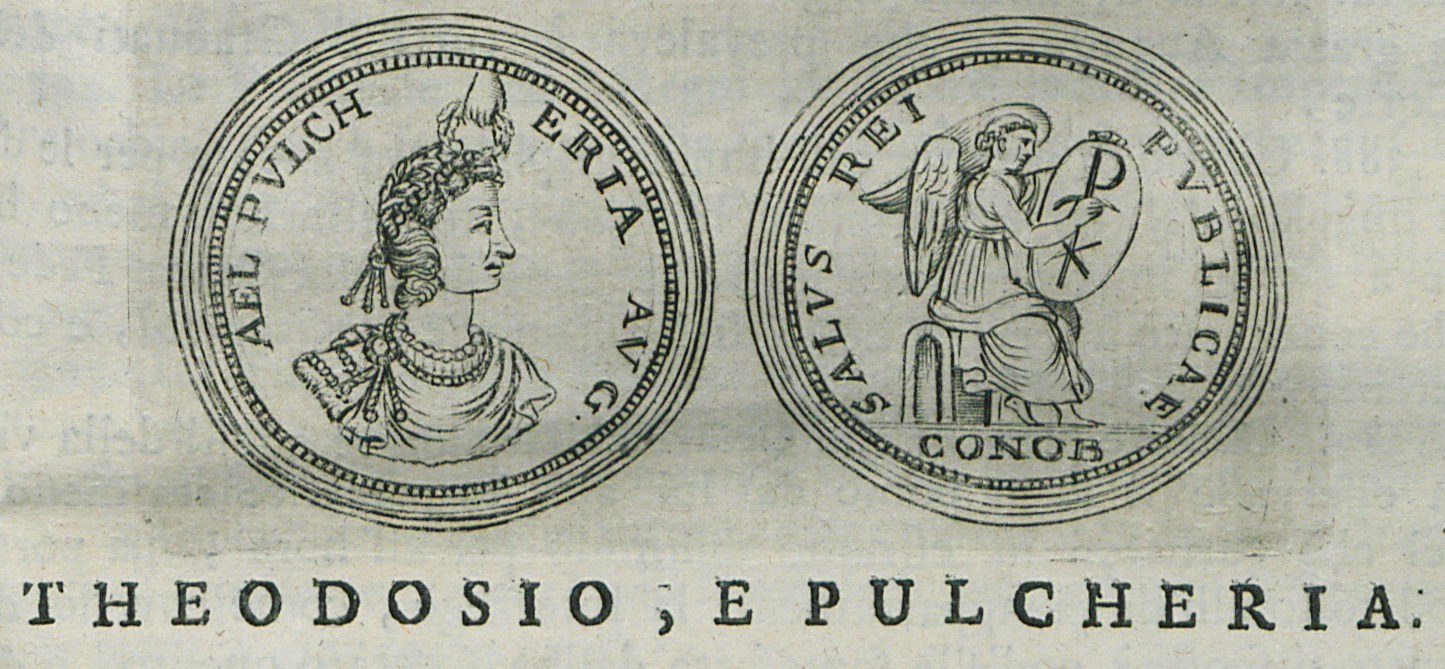
Incisione sec XVII di Francesco Fanelli di solido di Pulcheria

Teodosio II inizialmente sostenne il patriarca di Costantinopoli Nestorio, ma Pulcheria, con l'aiuto del patriarca di Alessandria Cirillo, lo convinse a rimuoverlo dall'incarico; Nestorio fu esiliato nel 435.  Pulcheria inoltre convinse suo fratello a cacciare gli Ebrei da Costantinopoli ed a distruggere le sinagoghe ivi edificate.
Nel 441 Crisafio, il cubicularius imperiale, convinse Teodosio II ad allontanare Pulcheria dal potere imperiale, anche se in pratica Crisafio prese semplicemente il posto di Pulcheria usando Teodosio II come un burattino. Nel 450, quando l'imperatore morì, a Pulcheria fu permesso di ritornare a corte. Allora Crisafio e Pulcheria lottarono per il controllo del trono dopo la morte di Teodosio II; Pulcheria si alleò con gli ufficiali militari germanici, Aspare e Marciano, affermando che Teodosio II aveva dichiarato che Marciano sarebbe stato il suo successore.  L'unione con Marciano venne organizzata con l'accordo che sarebbe stato rispettato il voto di castità di Pulcheria.
Nel 451 Pulcheria contribuì ad organizzare il concilio di Calcedonia per condannare il nestorianesimo. Il Concilio inoltre condannò il secondo concilio di Efeso, del 449, che aveva sostenuto l'eresia monofisita dell'abate Eutiche, il quale fu deposto ed esiliato a Calcedonia. A Calcedonia Pulcheria riconobbe che Flaviano di Costantinopoli era morto da martire, perché aveva contrastato le dottrine che predicava Eutiche e perciò era stato ucciso dai sostenitori di questi.
Pulcheria fece costruire molte nuove chiese a Costantinopoli, molte delle quali consacrate alla vergine Maria. Pulcheria morì nel luglio del 453, lasciando Aspare come custode del trono di d'Oriente, su cui era seduto Marciano.
Dopo secoli di permanenza presso le Catacombe di Priscilla, nel 1671 ebbero definitiva sepoltura presso la Chiesa di San Teonisto e Compagni Martiri a Mogliano Veneto, ove giacciono a tutt'oggi.

## Santa
Pulcheria è venerata come santa dalla Chiesa cattolica e della Chiesa ortodossa. Nel Martirologio romano è ricordata il 10 settembre.